# Olga Wladimirowna Samulenkowa
Olga Wladimirowna Samulenkowa (russisch Ольга Владимировна Самуленкова; * 30. Juni 1978 in Leningrad) ist eine ehemalige russische Ruderin.
Sie gewann bei den Ruder-Weltmeisterschaften 1999 mit dem Doppelvierer mit Oxana Dorodnowa, Julija Lewina und Larissa Merk die Bronzemedaille. 2004 nahm sie an den Olympischen Spielen in Athen teil. Mit Julija Kalinowskaja belegte sie im Doppelzweier den zehnten Platz. Bei den Ruder-Weltmeisterschaften 2005 startete sie wieder im Doppelvierer und gewann mit Oksana Dorodnowa, Larissa Merk und Irina Fedotowa Bronze. Bei den Ruder-Weltmeisterschaften 2006 wurden die Russinnen sogar erste. Allerdings war Samulenkowa kurz davor bei einer Dopingkontrolle positiv auf Steroide getestet worden. Sie wurde für zwei Jahre gesperrt und die Goldmedaille wurde dem britischen Boot zuerkannt. Nach ihrer Sperre gewann Samulenkowa bei den Ruder-Europameisterschaften 2008 mit Larissa Merk, Oksana Dorodnowa und Julija Kalinowskaja die Silbermedaille.